# Boidae
Pour les articles homonymes, voir Boidé.
Famille
Les Boidae sont une famille de serpents carnivores constricteurs que l'on rencontre surtout en zone tropicale. Elle rassemble notamment les reptiles appelés boas et anacondas.

## Description
Ce sont des serpents constricteurs parmi lesquels on trouve les boas. Les constricteurs tuent leurs proies par constriction en les enserrant dans leurs anneaux, au contraire de nombreux autres serpents qui utilisent leur venin (les Boidae en sont d'ailleurs dépourvus).
Les boas se rencontrent principalement dans les zones tropicales ainsi qu'à Madagascar et dans le sud du Pacifique. Les boas des sables se rencontrent de l'est de l'Afrique à l'Inde. Ce sont des serpents vivant dans des milieux variés, allant de la forêt pluvieuse aux déserts, en passant par des zones tempérées. Ces reptiles sont ovovivipares. Ils sont carnivores et consomment divers mammifères, oiseaux et reptiles. On en trouve de toutes les tailles, de moins d'un mètre pour les plus petites espèces et jusqu'à plus de 8 mètres pour les plus grandes comme les Anaconda.
Les Boinae sont des serpents de taille moyenne à grande que l'on peut trouver essentiellement en Amérique du Sud, mais aussi à Madagascar, aux îles Salomon et en Nouvelle-Calédonie.
Les Erycinae sont des serpents de taille plus modeste, que l'on trouve dans le Sud des États-Unis ainsi qu'en Afrique, en Asie et dans le Sud de l'Europe.[réf. nécessaire]
Les Boidae ont des vestiges de bassin et, sur certaines espèces, des restes de griffes qui servent notamment au mâle à stimuler la femelle lors de l'accouplement. C'est notamment le cas des anacondas.
La découverte de vertèbres fossiles appartenant à une espèce préhistorique nommée Titanoboa cerrejonensis a été rapportée en février 2009.

## Liste des genres
| Genres actuels selon The Reptile Database (31 août 2013) : - Boinae Gray, 1825 - boas - Acrantophis Jan, 1863 — boas terrestres de Madagascar - Boa Linnaeus, 1758 — boa - Candoia Gray, 1842 - Chilabothrus Duméril & Bibron, 1844 - Corallus Daudin, 1803 - Epicrates Wagler, 1830 - Eunectes Wagler, 1830 — anaconda - Sanzinia Gray, 1849 — boa arboricole de Madagascar - Erycinae Bonaparte, 1831 - boas des sables - Calabaria Gray, 1858 - Charina Gray, 1849 - Eryx Daudin, 1803 - Lichanura Cope, 1861 - Ungaliophiinae McDowell, 1987 - Exiliboa Bogert, 1968 - Ungaliophis Müller, 1880 | Des genres fossiles sont également connus : - Boinae - †Bavarioboa Szyndlar & Schleich, 1993 - †Boavus Marsh, 1871 - †Tallahattaophis Holman, 1988 - †Titanoboa Head, Bloch, Hastings, Bourque, Cadena, Herrera, Polly & Jaramillo, 2009 - Erycinae - †Bransateryx Hoffstetter & Rage, 1972 - †Calamagras Cope, 1873 - †Ogmophis Cope, 1885 |

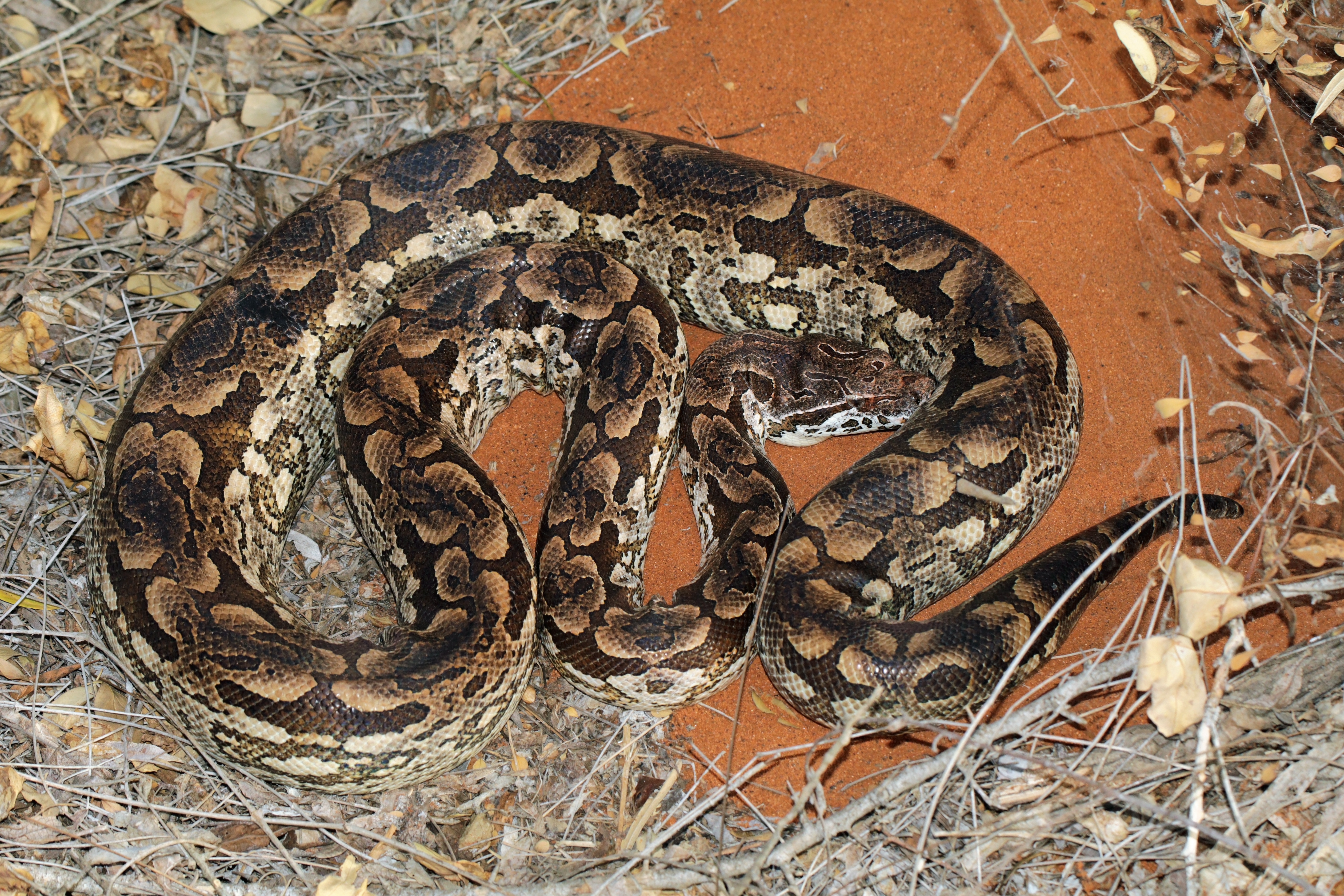
Acrantophis dumerili
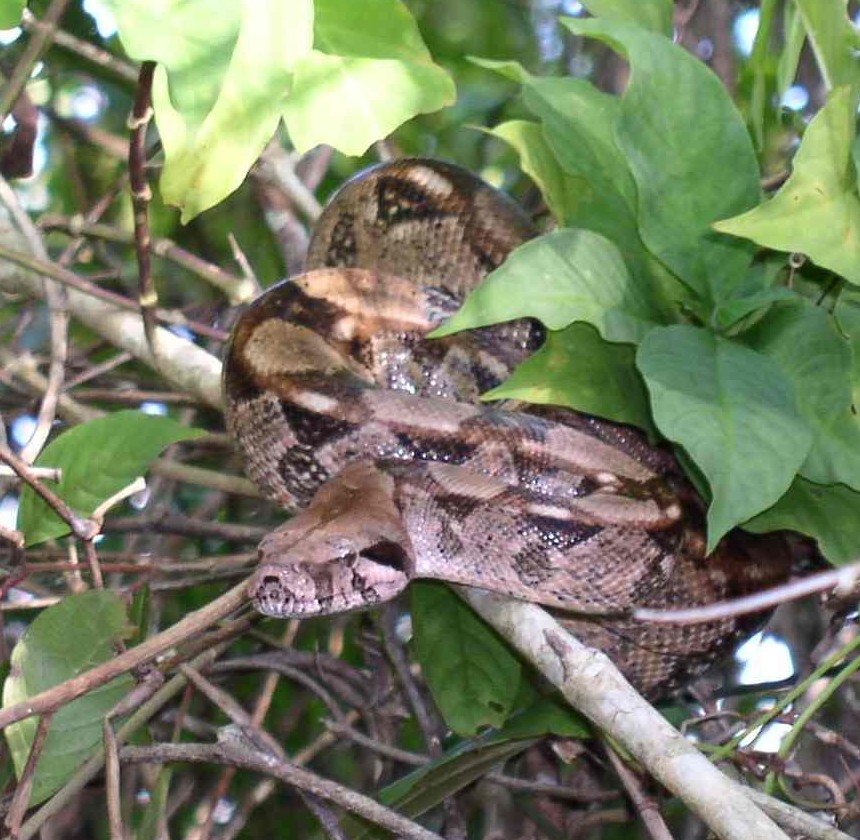
Boa constrictor
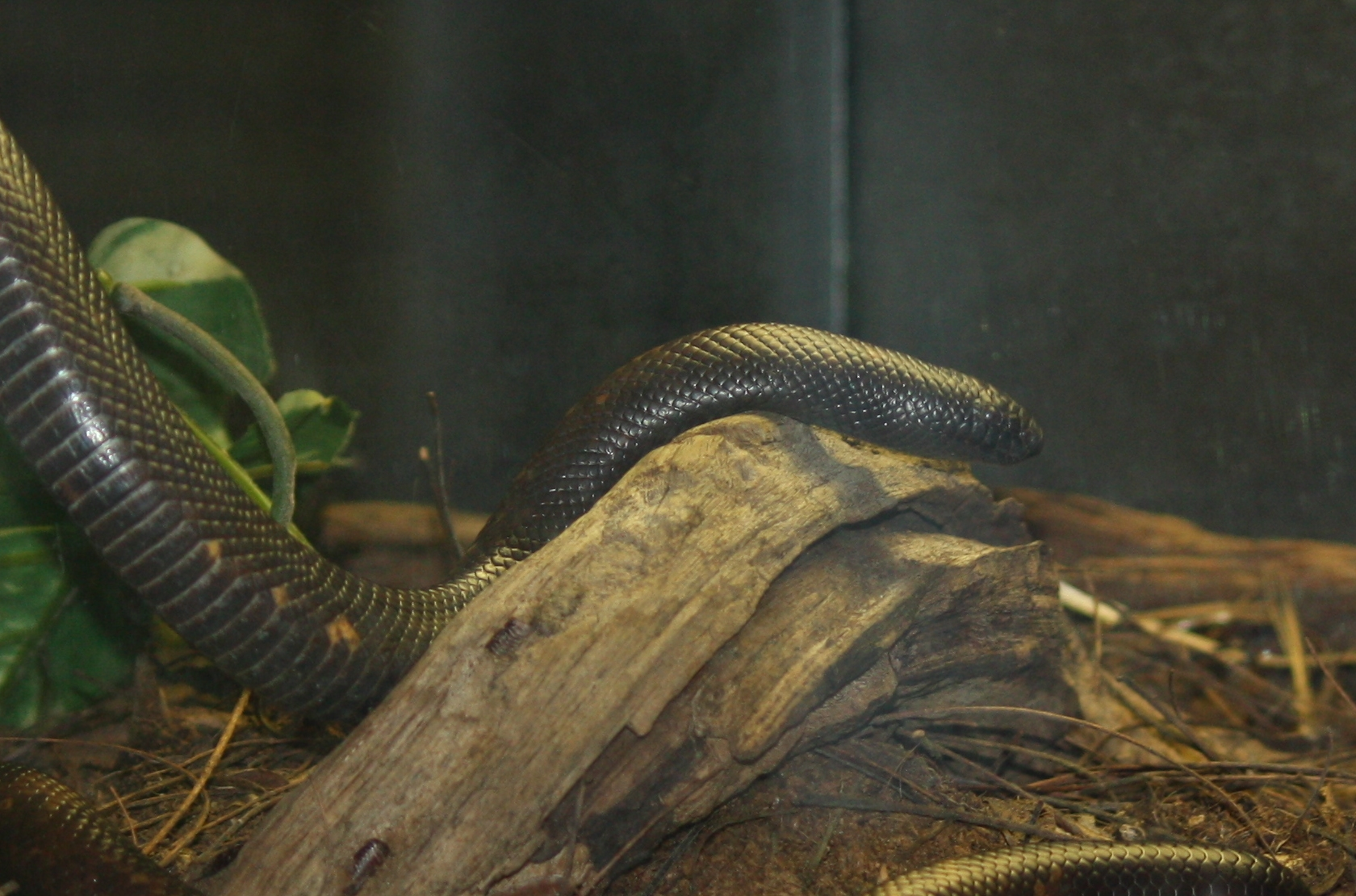
Calabaria reinhardtii
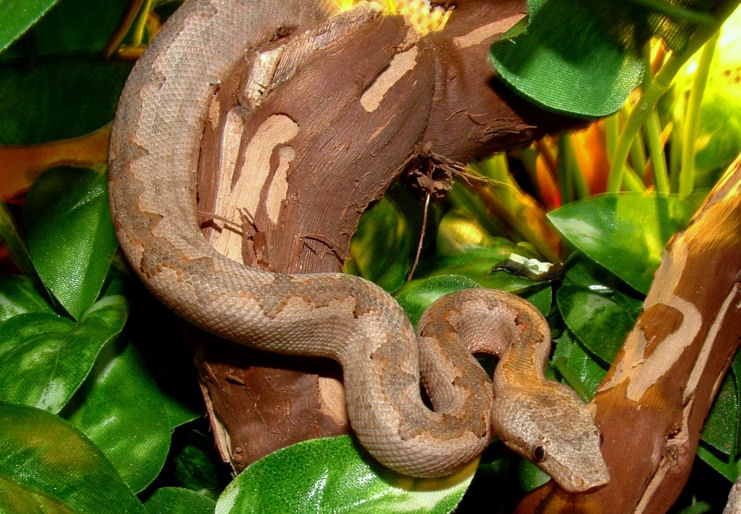
Candoia carinata
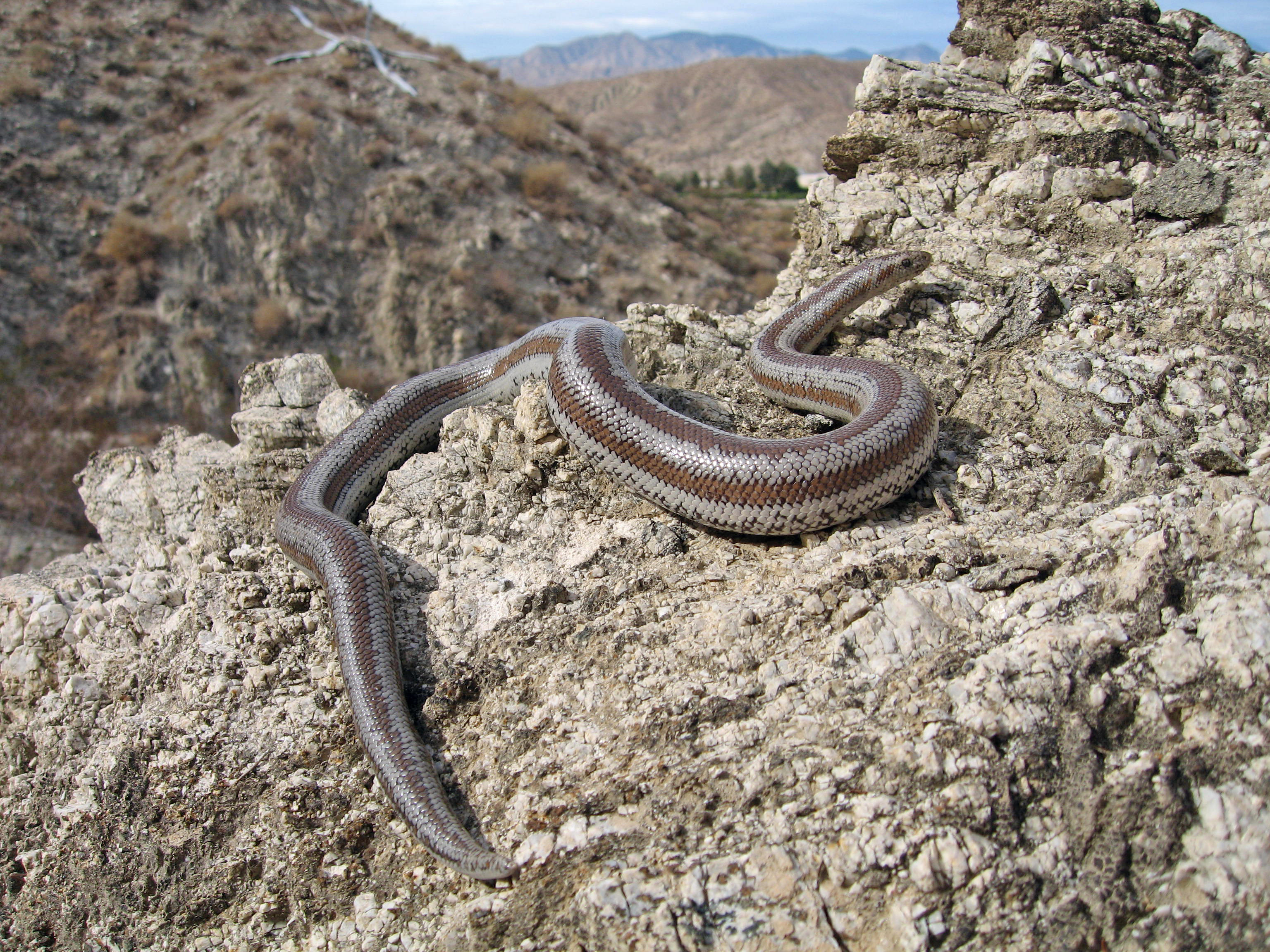
Charina trivirgata
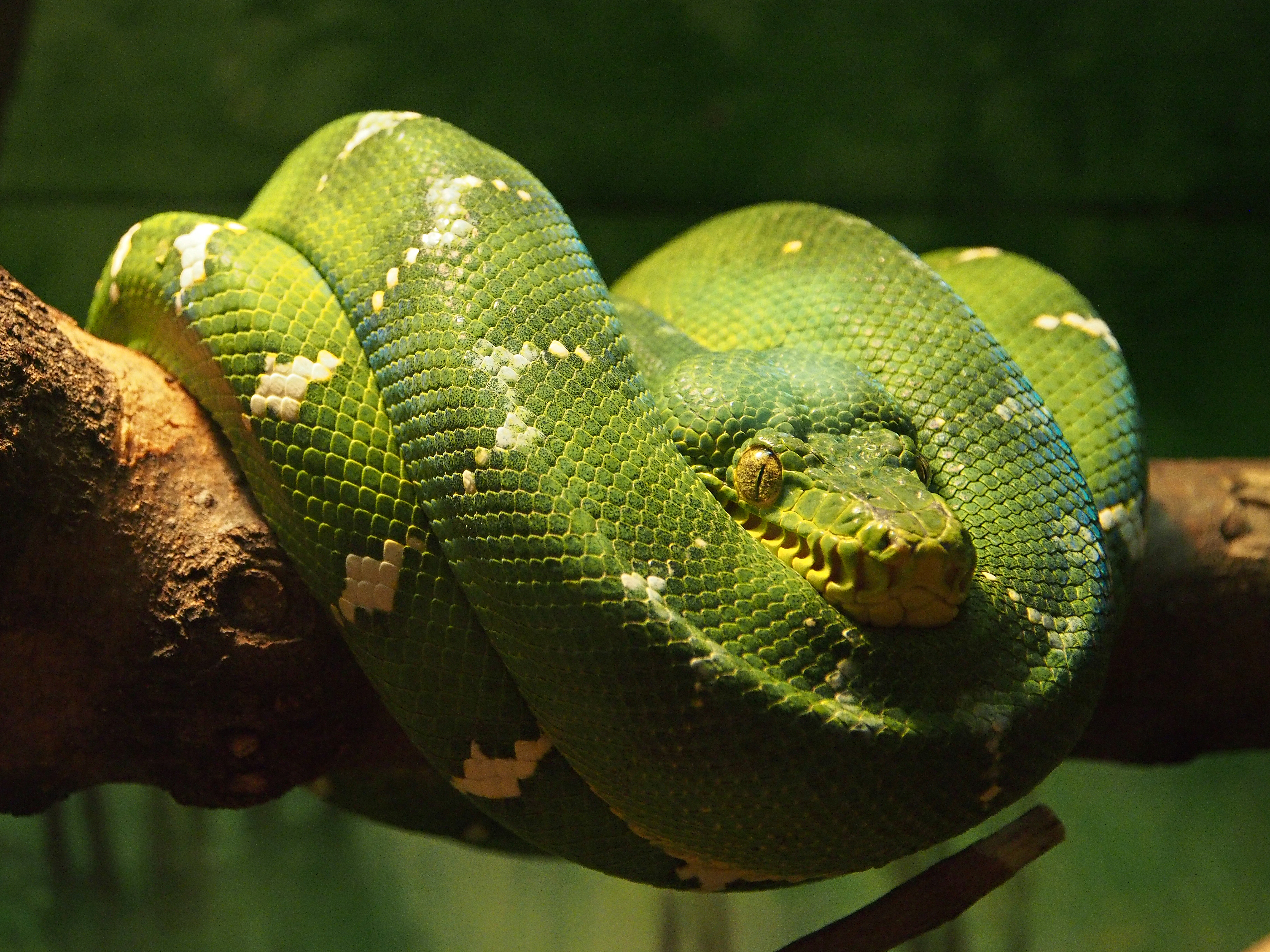
Corallus caninus
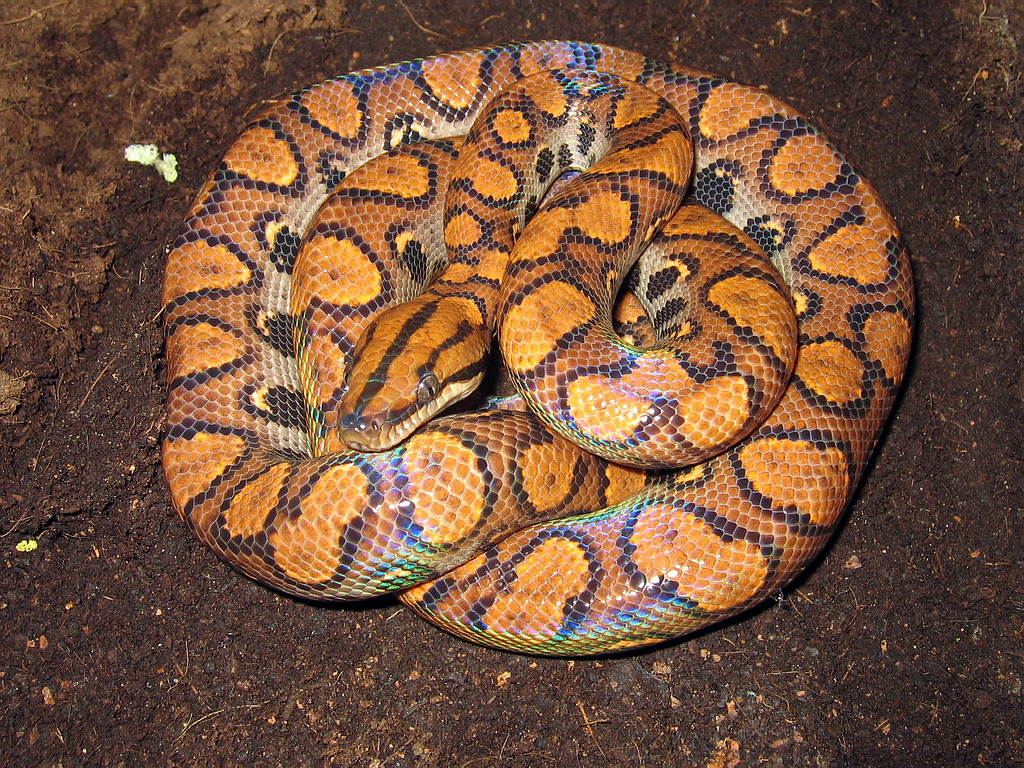
Epicrates cenchria
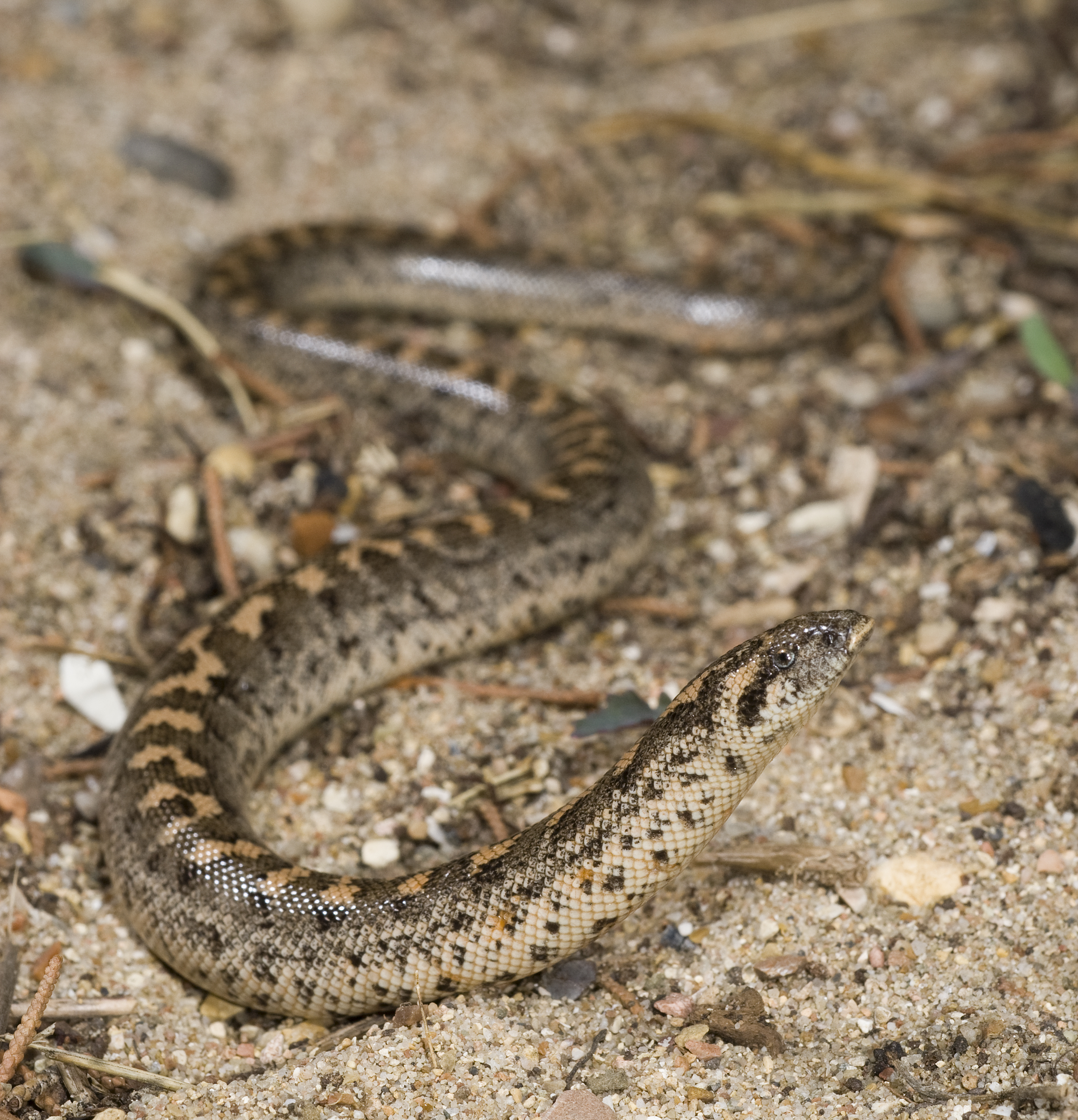
Eryx jaculus
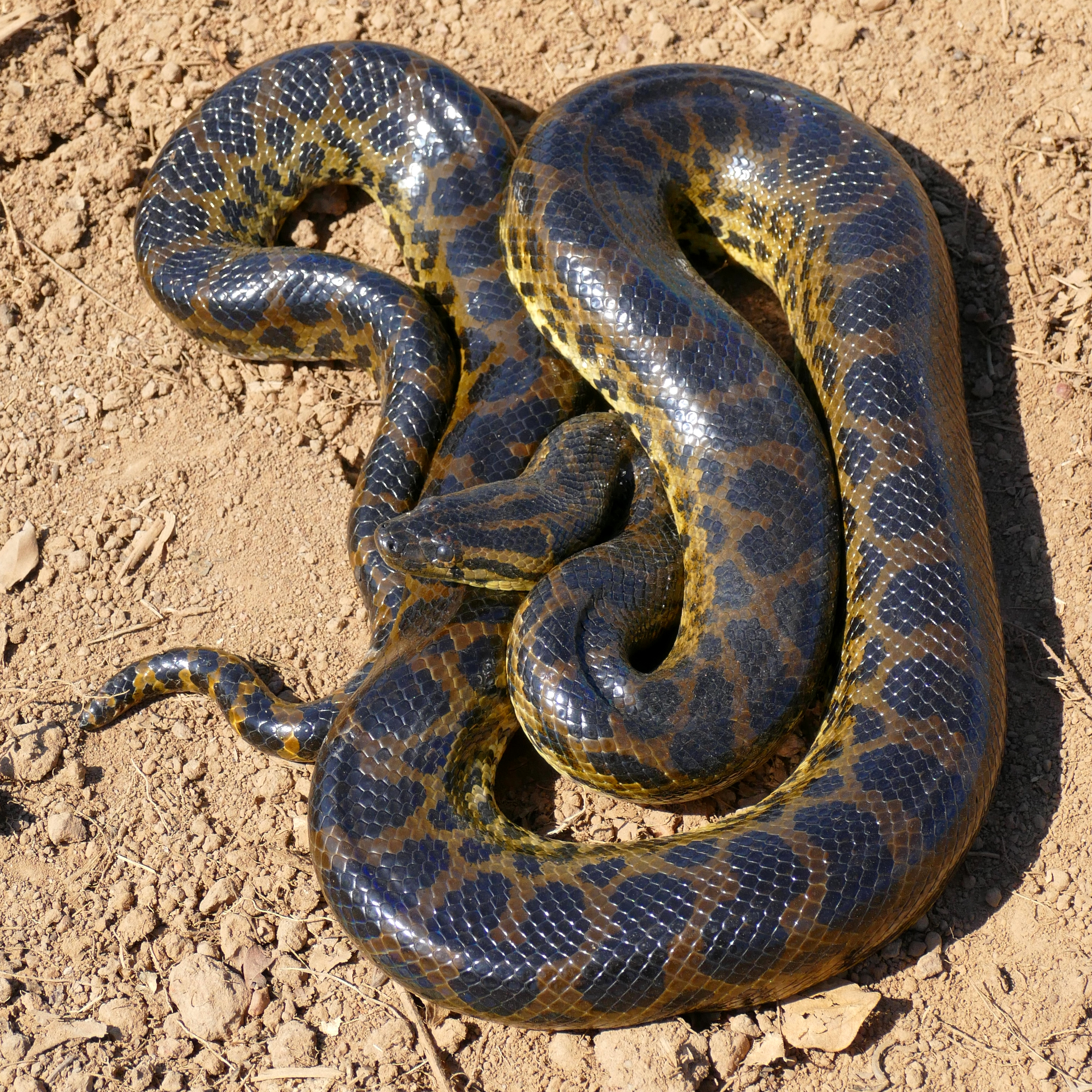
Eunectes notaeus
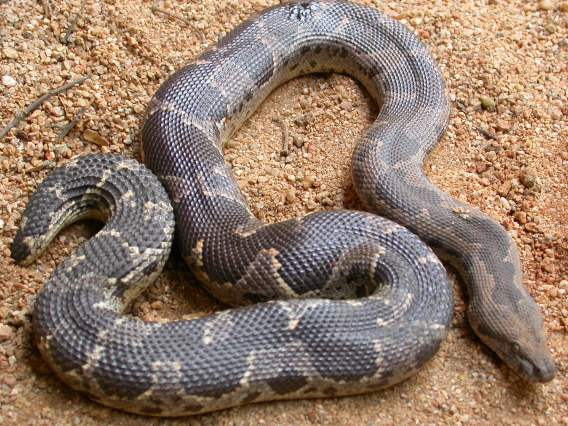
Gongylophis conicus
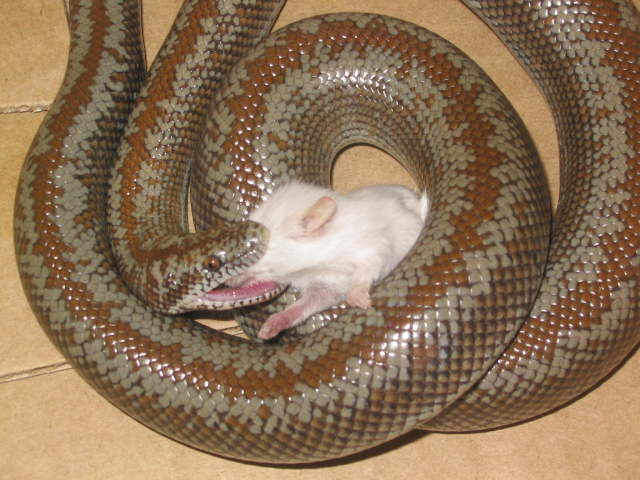
Lichanura orcutti
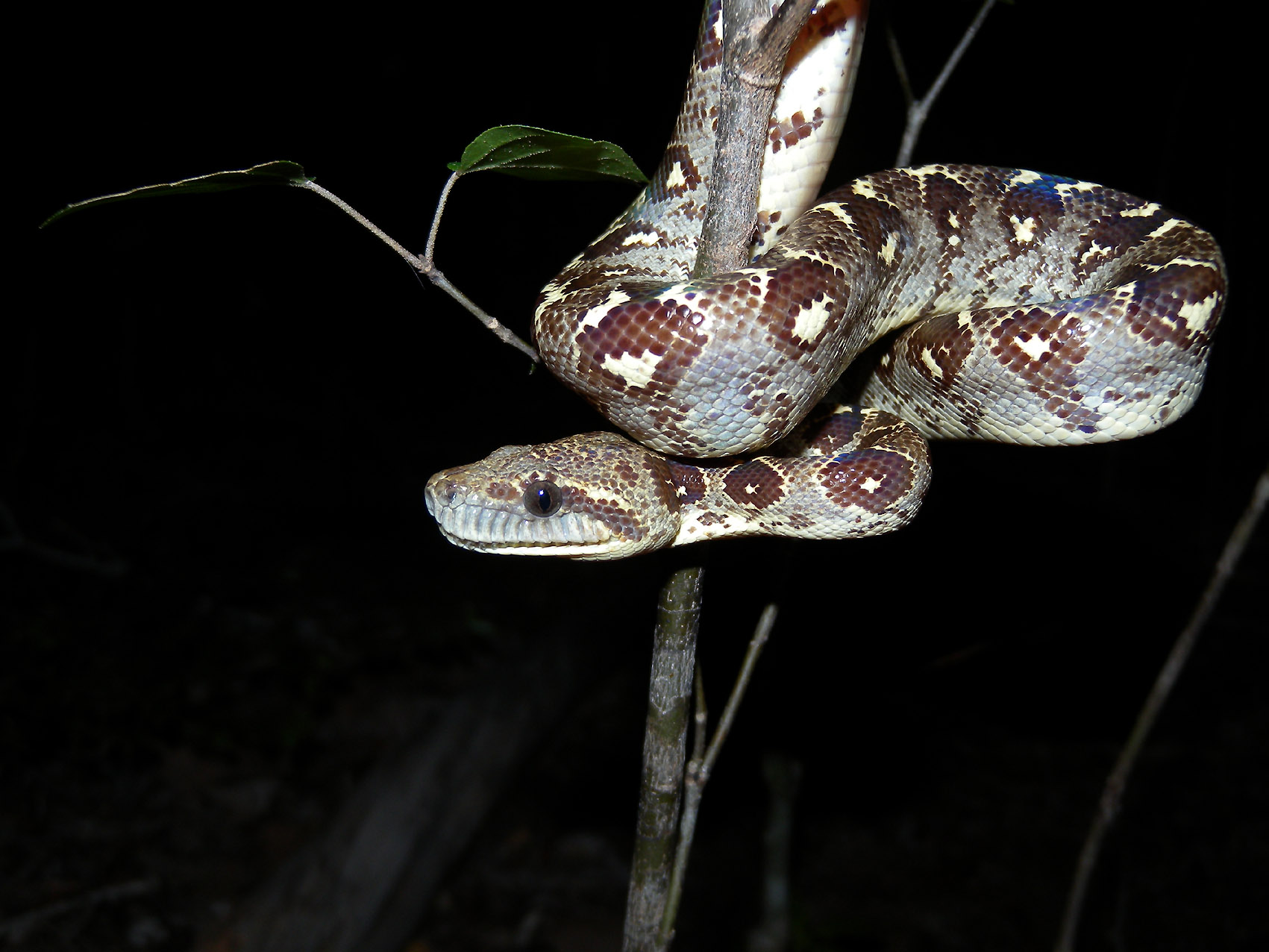
Sanzinia madagascariensis
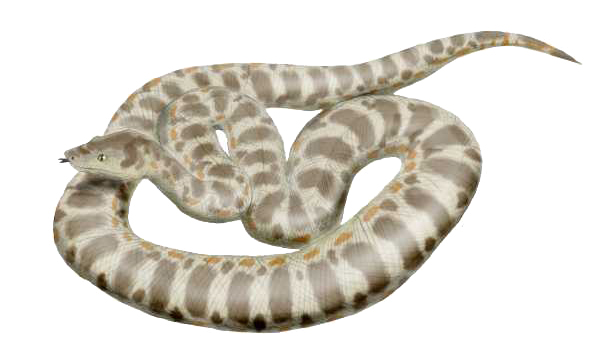
Titanoboa (vue d'artiste d'un genre éteint)

## Taxinomie
La famille des Pythonidae est parfois considérée comme une sous-famille des Boidae et est alors appelée Pythoninae.

## Étymologie
Le nom de cette famille, Boidae, vient du latin boa, nom d'un grand serpent mentionné par Pline l'Ancien dans Naturalis Historia, avec le suffixe -dae correspondant au rang de famille.

## Publication originale
- Gray, 1825 : A synopsis of the genera of reptiles and Amphibia, with a description of some new species. Annals of Philosophy, London, ser. 2, vol. 10, p. 193–217 (texte intégral).